# Loreny Caetano
Loreny Mayara Caetano Roberto (Taubaté, 11 de julho de 1991), é uma gestora de políticas públicas, empresária e política brasileira, filiada ao Solidariedade. Foi vereadora de Taubaté entre 2017 e 2020, e nas eleições gerais de 2022 foi eleita suplente de deputada federal por SP. Em 09 de abril de 2024, em virtude do afastamento médico do deputado federal Paulinho da Força, assumiu o cargo de deputada federal.

## Carreira política

### Eleições Municipais de 2016
Em 2016, decidiu candidatar-se ao cargo de vereadora em Taubaté, aos 25 anos, foi eleita a vereadora mais jovem da cidade com 1.260 votos pela legenda do PPS.

#### Atuação como Vereadora
Na Câmara Municipal de Taubaté, integrou a Comissão de Participação Legislativa, a Comissão Especial de Fiscalização Financeira e Orçamentária, Comissão de Educação, Cultura e Turismo, e presidiu a Comissão de Finanças e Orçamento. Como vereadora, se destacou por realizar suas obrigações de fiscalização dos atos do Poder Executivo, denunciando ao Ministério Público suspeitas de desvios ou mau uso dos recursos públicos da cidade, como a suspeita de compra superfaturada de Parques Infantis no ano de 2017.

### Eleições Municipais de 2020
No ano de 2020, apresentou-se como candidata à posição de prefeita da cidade de Taubaté, representando o Partido Popular Socialista (PPS). Durante o pleito inicial, registrou-se uma afluência de 25,4% dos votos válidos em seu favor. Contudo, no desdobramento para o segundo turno, foi superada por José Saud, que acumulou 65,01% dos votos válidos, conquistando, assim, a vitória.
Na etapa preliminar das eleições, ocorrida em 15 de novembro de 2020, a disputa pela posição de prefeito foi estreitada, levando à deliberação de um segundo turno. Este último contou com a participação das candidaturas de José Saud, que angariou 41.201 votos (equivalente a 28,81% do total), e Loreny, que obteve 36.333 votos (correspondente a 25,4% do total), superando Eduardo Cursino por uma margem de 2.373 votos, este último classificado em terceiro lugar, com 33.960 votos (representando 23,74% do total de votos válidos).

### Eleições 2022
No contexto das eleições gerais de 2022, Loreny lançou-se como candidata ao cargo de Deputada Federal. Durante este pleito, registrou um total de 29.703 votos, em meio a um elenco de 1.458 candidaturas concorrentes a uma das 70 vagas na Câmara dos Deputados representando o Estado de São Paulo, obteve a classificação de número 164. Adicionalmente, sua performance eleitoral foi o bastante para garantir a 2ª suplência em sua legenda partidária, ficando atrás do deputado federal eleito Marcelo Lima e do presidente do partido, Paulinho da Força.

#### Deputada Federal
Em abril de 2024, em razão do afastamento por motivos de saúde do titular da vaga, Loreny assumiu temporariamente como Deputada Federal.

## Desempenho eleitoral
| Ano  | Eleição                | Partido       | Candidata a      | Votos  | %                 | Resultado  | Ref    |
| ---- | ---------------------- | ------------- | ---------------- | ------ | ----------------- | ---------- | ------ |
| 2016 | Municipal de Taubaté   | PPS           | Vereadora        | 1.260  | 0,93%             | Eleita     | [ 15 ] |
| 2020 | Municipal de Taubaté   | Cidadania     | Prefeita         | 36.333 | 25,40% (1º Turno) | Não eleita | [ 16 ] |
| 2020 | Municipal de Taubaté   | Cidadania     | Prefeita         | 49.942 | 34,99% (2º Turno) |            | [ 16 ] |
| 2022 | Estaduais em São Paulo | Solidariedade | Deputada federal | 29.703 | 0,13%             | Suplente   | [ 17 ] |